# Tin Man
«Tin Man» — песня американской кантри-певицы и автора-исполнителя Миранды Ламберт, вышедшая 3 апреля 2017 года в качестве третьего сингла с его 6-го студийного альбома The Weight of These Wings (2016). Песня достигла позиции № 15 в американском хит-параде Billboard Country Songs. Авторами песни выступили Миранда Ламберт, Jack Ingram и Jon Randall.
Песня номинирована на премию Грэмми-2018 в категориях Best Country Solo Performance и Best Country Song.

## История
«Vice» дебютировал на позиции № 75 в хит-параде Billboard Hot 100 и достиг позиции № 15 в американском хит-параде кантри-музыки Billboard Hot Country Songs, и позиции № 22 Billboard Hot 100.
Тираж сингла достиг 353,000 копий в США к январю 2018 года и 386,000 копий к апрелю 2018 года.

## Музыкальное видео
Режиссёром музыкального видео, которое было записано вживую во время церемонии ACM Awards, выступил Джоуи Де Майо, премьера состоялась в мае 2017 года на CMT, GAC и Vevo.

## Награды и номинации
| Год  | Награда       | Категория                        | Результат |
| ---- | ------------- | -------------------------------- | --------- |
| 2017 | CMA Awards    | Single of the Year               | Номинация |
| 2017 | CMA Awards    | Song of the Year                 | Номинация |
| 2018 | Grammy Awards | Лучшее сольное кантри-исполнение | Номинация |
| 2018 | Grammy Awards | Лучшая кантри-песня              | Номинация |
| 2018 | ACM Awards    | Song of the Year                 | Победа    |

## Чарты
| Чарт (2017)                       | Высшая позиция |
| --------------------------------- | -------------- |
| Канада (Billboard Country)        | 50             |
| США (Billboard Hot 100)           | 75             |
| США (Billboard Country Airplay)   | 22             |
| США (Billboard Hot Country Songs) | 15             |

| Чарт (2017)                       | Позиция |
| --------------------------------- | ------- |
| США Hot Country Songs (Billboard) | 43      |

## Сертификации
| Регион                                                                      | Сертификация | Продажи   |
| --------------------------------------------------------------------------- | ------------ | --------- |
| Канада (Music Canada)                                                       | Золотой      | 40 000    |
| США (RIAA)                                                                  | Платиновый   | 1 000 000 |
| Данные о продажах + прослушиваниях приведены только на основе сертификации. |              |           |